# 범 내려온다
노래 '범 내려온다'는 조선 후기의 대표적인 판소리계 소설 토끼전인 수궁가(별주부전)에서 길짐승들이 서로 자기 자랑하는 내용중 호랑이가 숲속 골짜기에서 나오는 대목을 재해석한 현대 판소리 노래 및 춤이다.

## 수궁가
수궁가의 '범 내려온다'는 대목
| 범내려 온다 범이 내려온다 송림 깊은 골로 한 짐생이 내려온다 누에머리를 흔들며 양귀 쭉 찢어지고 몸은 얼쑹덜쑹 꼬리는 잔뜩 한발이 넘고 동이 같은 앞다리 전동같은 뒷다리 새낫같은 발톱으로 엄동설한 백설격으로 잔디뿌리 왕모래 좌르르르르르 헛치고 주홍입 쩍 벌리고 자래 앞에거 우뚝서 홍행홍행 허는 소리 산천이 뒤덮고 땅이 툭 깨지난 듯 자라가 깜짝놀래 목을 움치고 가만히 엎졌을 때 |

## 한국의 흥을 느껴라
이날치 밴드 및 앰비규어스 댄스 컴퍼니의 '범 내려온다'는 한국관광공사(문화체육관광부)의 파격적인 홍보마케팅으로 잘 알려진 '한국의 흥을 느껴라(Feel the Rhythm of Korea)!'에서 또다시 재해석된 바 있다.

## 같이 보기
- 20세기 판소리의 변화